# High fantasy
High fantasy (littéralement « fantaisie élevée » en français) est le nom donné par certains spécialistes à un sous-genre de la fantasy.

## Définition
Le terme high fantasy est utilisé pour la première fois par l'écrivain Lloyd Alexander en 1971 dans son essai High Fantasy and Heroic Romance. Il est ensuite développé par Kenneth J. Zahorski et Robert H. Boyer. Selon ces deux auteurs, la high fantasy se situe dans un monde fictif où la magie est naturellement présente (par exemple, Le Seigneur des anneaux) tandis que la low fantasy (littéralement « fantaisie basse » en français), à laquelle elle est mise en opposition, se situe dans un environnement apparemment normal qui est perturbé par l'apparition d'objets ou d'entités magiques (par exemple, Harry Potter,).
D'autres experts indiquent que la high fantasy comprend les romans se déroulant dans des royaumes magiques dans lesquels vivent des créatures magiques, ont pour contexte la lutte entre le bien et le mal et mettent en scène un personnage devant réaliser une quête.
Le terme ne s'est jamais imposé dans le milieu littéraire notamment car il est difficile de le démarquer des autres sous-genres de fantasy. En francophonie, les auteurs et les éditeurs regroupent les romans de high fantasy dans le genre fantasy (ou merveilleux, selon les termes de l'essayiste Tzvetan Todorov) et les romans de low fantasy dans le genre fantastique,.